# قلعه پایده

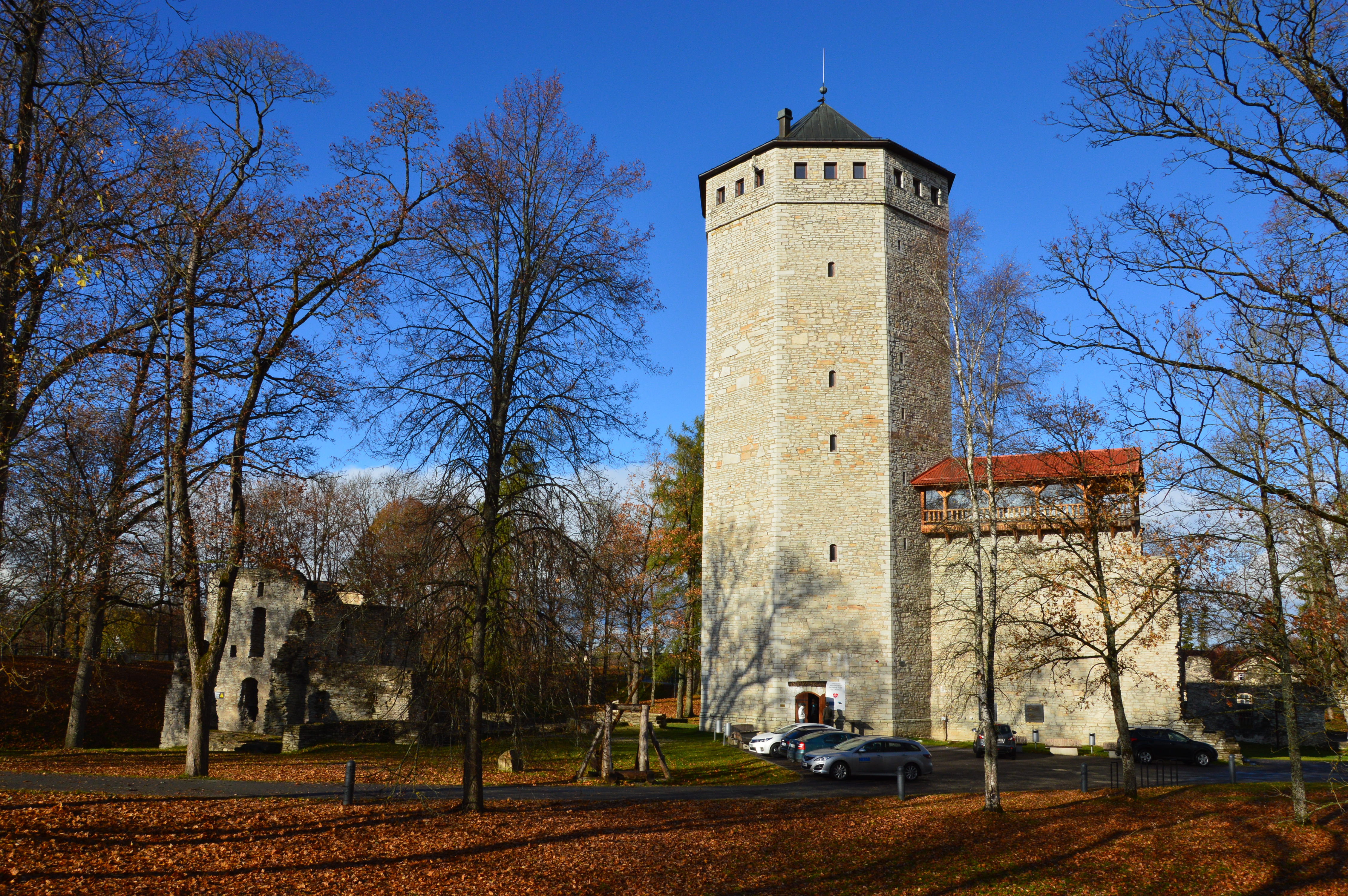
قلعه پایده

قلعه پایده (زبان آلمانی Weissenstein; آلمانی سفلی Wittenstein) قلعه‌ای است که توسط شوالیه‌های لیوونی در پایده، استونی ساخته شده‌است.
اولین قسمت قلعه در سال ۱۲۶۵ میلادی ساخته شده، در قرن چهاردهم، قلعه گسترش یافت و به دلیل موقعیت آن به یک دژ نظامی مهم تبدیل شد. آخرین گسترش و تغییرات آن در قرن شانزدهم انجام شد اما قلعه پایده در جنگ لهستان و سوئد به شدت آسیب دید و پس از آن قلعه ویران شد.
بخش‌هایی از قلعه همانند برج اصلی در اواخر قرن نزدهم بازسازی شد، از سال ۱۸۶۲ تا بهار ۱۹۹۳، یک کلیسای ارتدکس در قلعه پایده وجود داشت (تا سال ۱۹۶۵ کار می‌کرد). قسمتی از قلعه در سال ۱۹۴۱ توسط نیروهای شوروی تخریب شد. برج آن امروزه بازسازی شده و مرکز آیاکسکوس ویتشن‌اشتاین در آن فعالیت میکند.

## نگارخانه

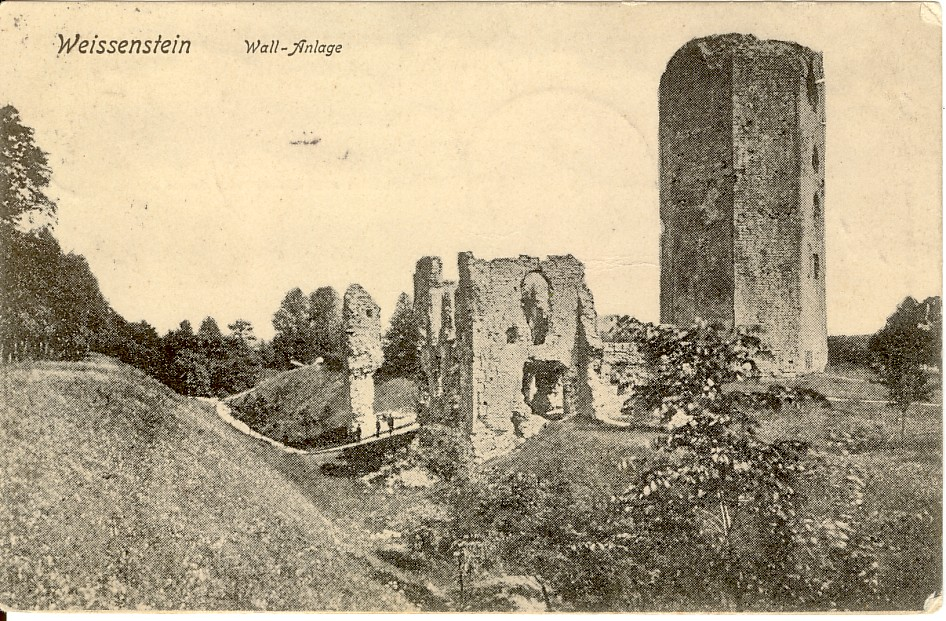
ویرانه‌های قلعه در اوایل قرن ۲۰
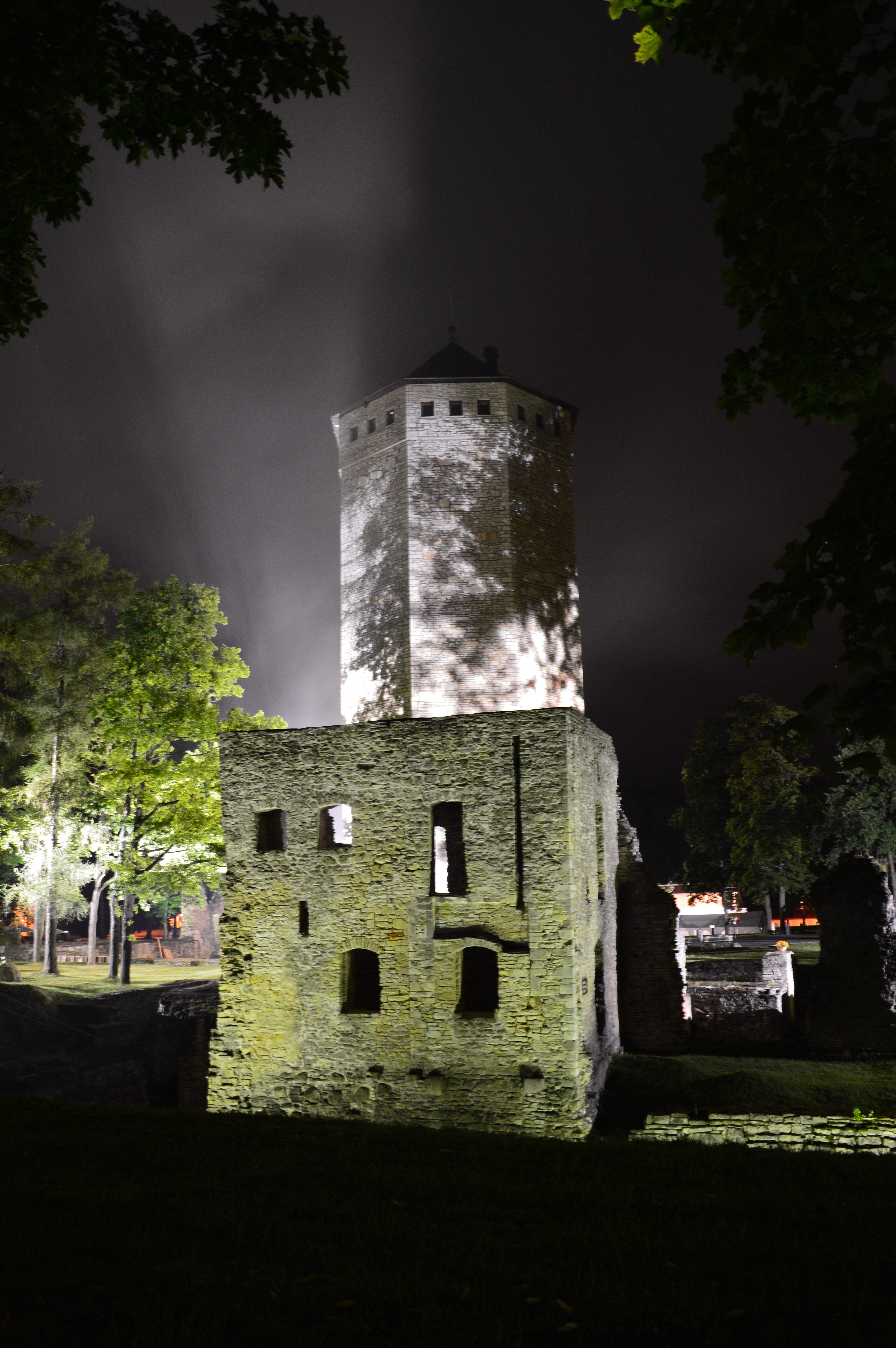
قلعه در شب
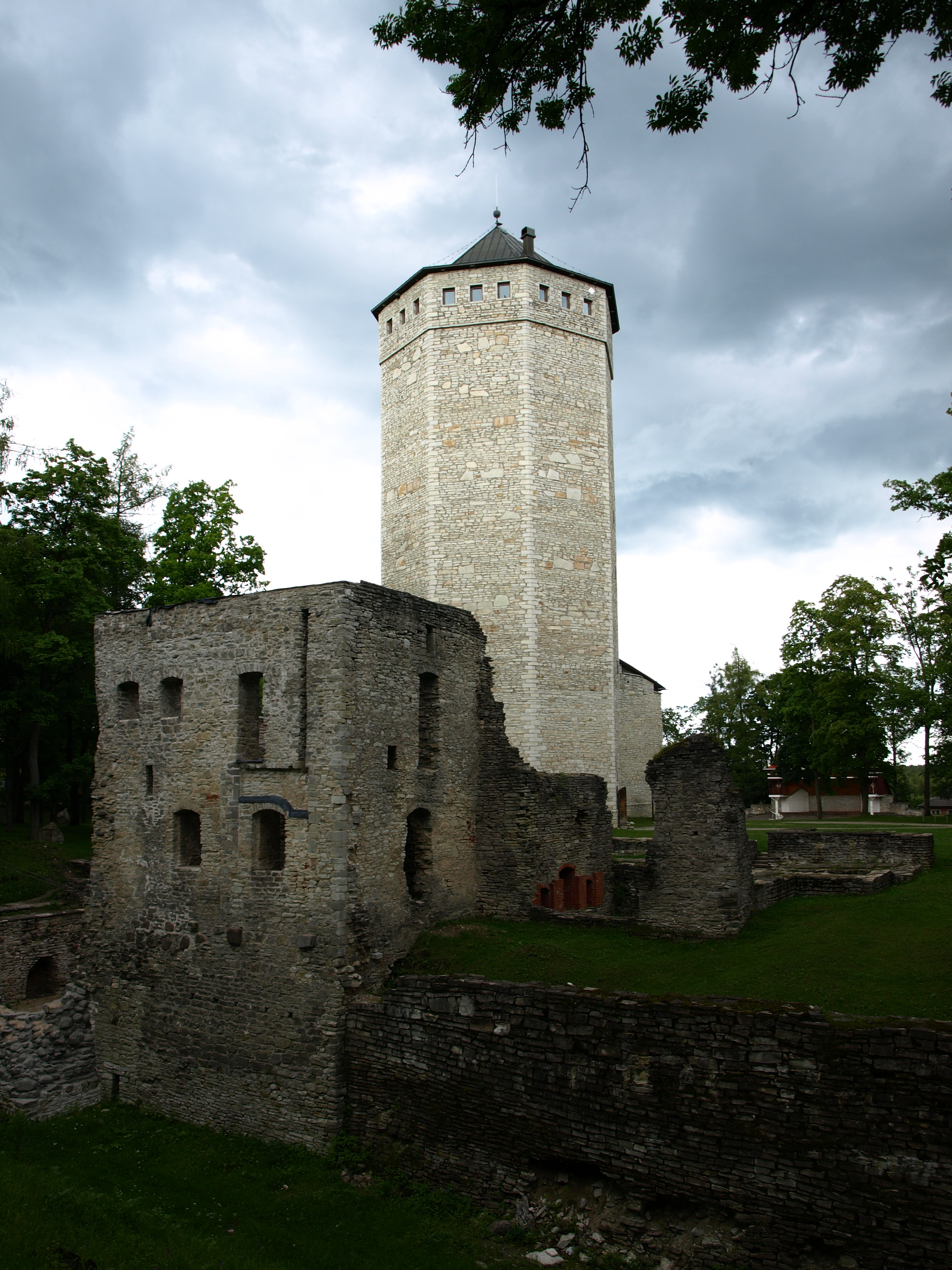
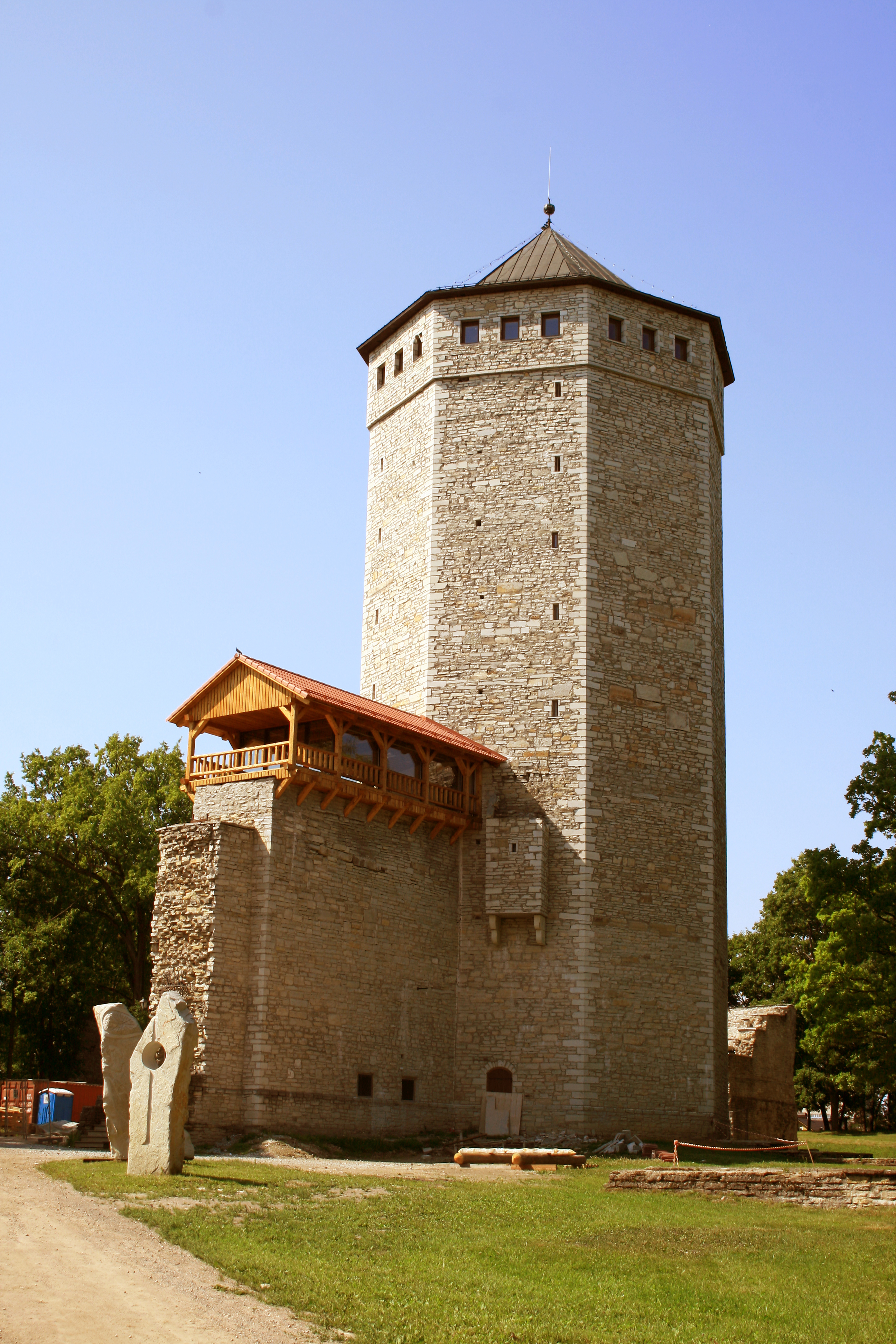
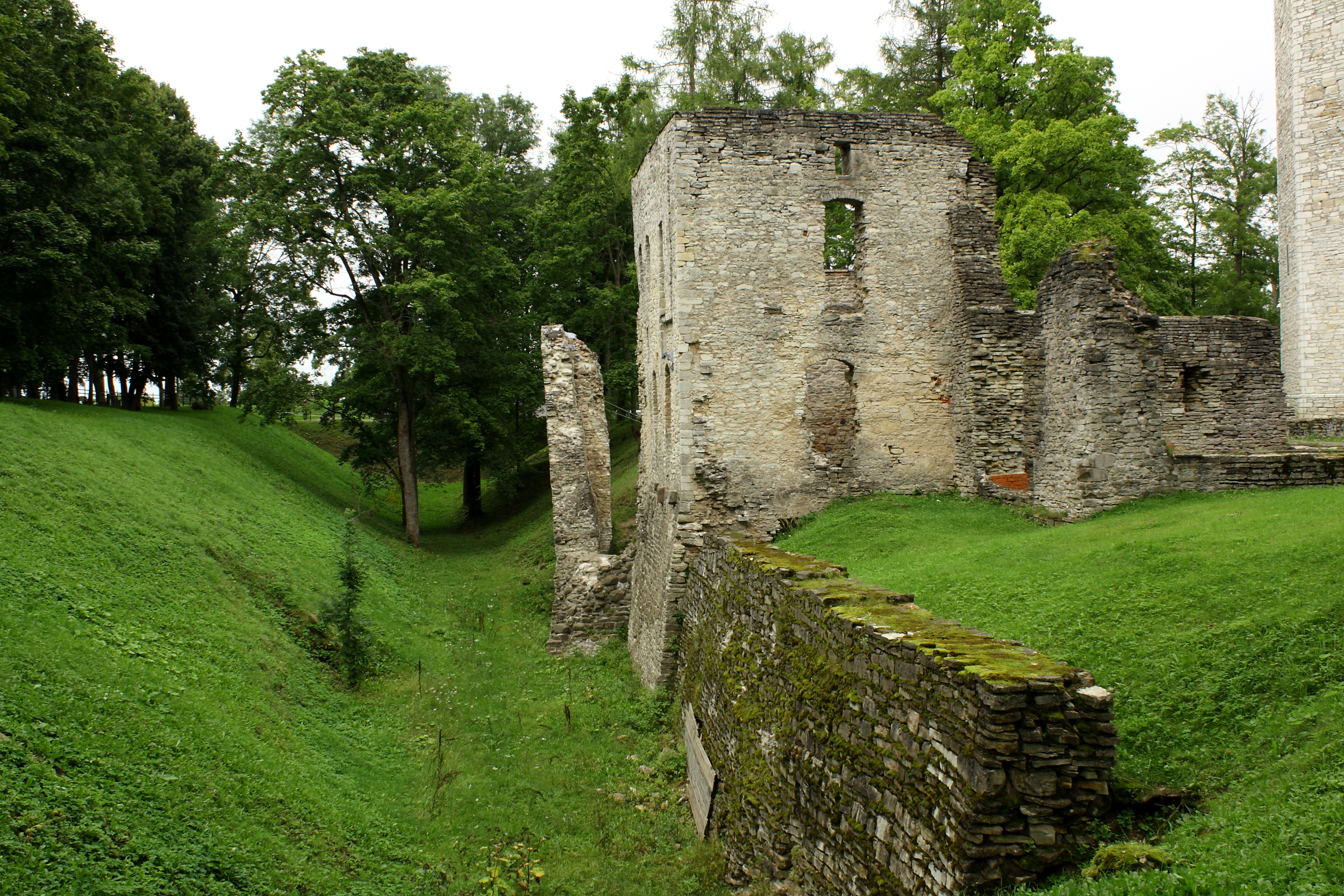
خندق‌های قدیمی در کنار قلعه
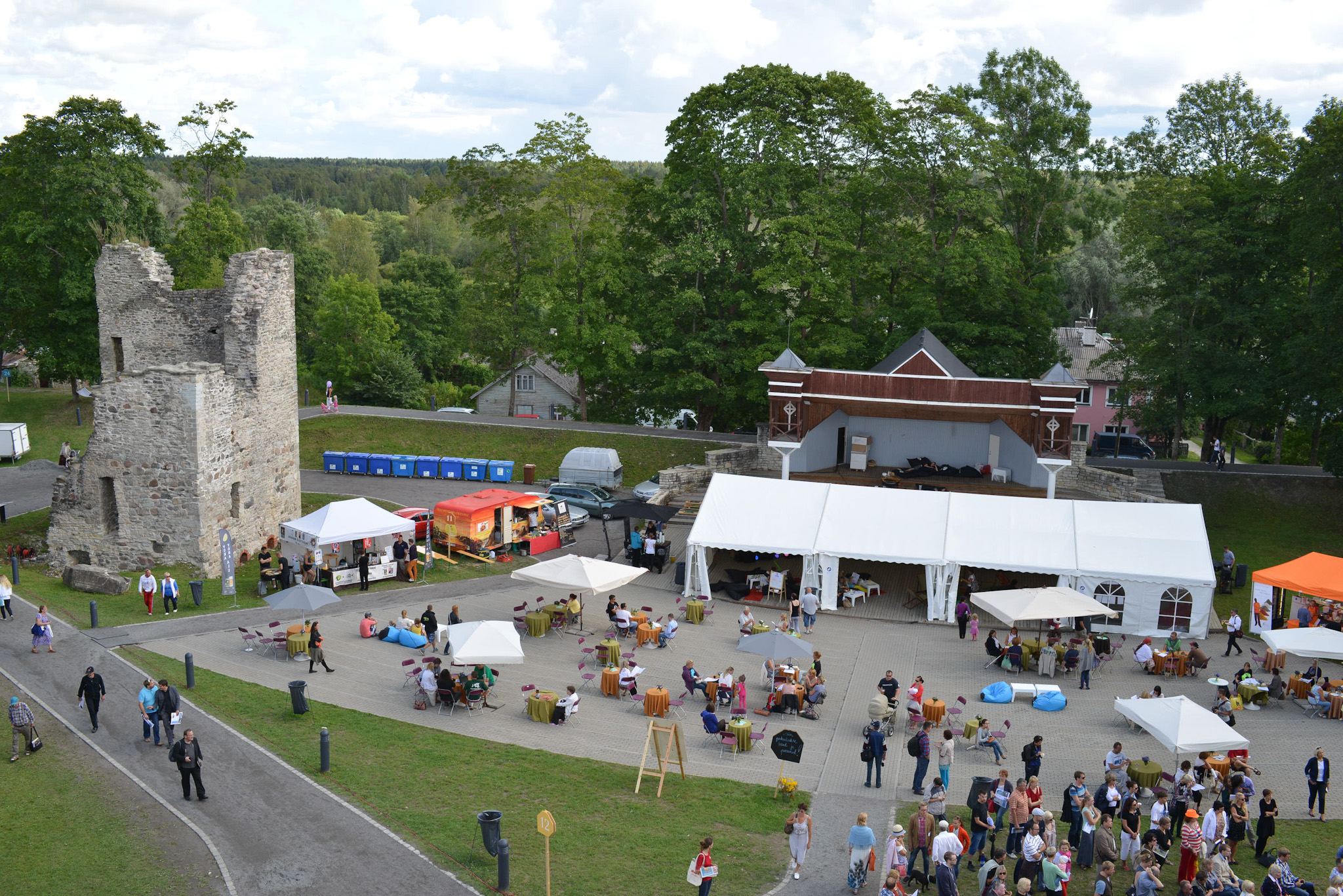
جشنواره در قلعه